# 丁丁乐队
丁丁乐队（英語：The Ting Tings），由分别来自英国曼彻斯特及伦敦的凱蒂·懷特和朱尔斯·德·马蒂诺于2007年组成。Katie在乐队中担任主唱、吉他、贝斯兼鼓手，而Jules则担当主音、鼓手兼电声乐手。the Ting Tings的特色在于贴近大众的电子音乐，以及朗朗上口的旋律。2008年，乐队的《That's Not My Name》打入英国单曲榜，连同《Great DJ》一起获得好成绩。
在独立音乐界的成功使The Ting Tings开始得到主流音乐界的注目：他们被BBC评为 “2008年十大必看”榜单中的第三名，在BBC一年一度的音乐调查“2008的声音”中这样评论到：“他们现在已经成为了独立音乐团体中最可靠和最受赞誉的一队。”

## 音乐作品
- 《We Started Nothing（英语：We Started Nothing）》 （2008年）
- 《Sounds from Nowheresville（英语：Sounds from Nowheresville）》 （2012年）
- 《Super Critical（英语：Super Critical）》（2014年）
- 《The Black Light》（2018年）

## 外部連結
- 聽聽樂團官方網站（页面存档备份，存于）
- The Ting Tings在互联网电影资料库（IMDb）上的資料（英文）